# Poes lag
Poes lag, uppkallad efter dess skapare Nathan Poe, är en lag som främst gäller på Internet, och som säger att det utan en tydlig indikation på författarens avsikt är svårt, eller omöjligt, att se skillnad på ett uttryck för uppriktig extremism och en parodi på extremism. En följdsats av lagen är det motsatta: att uppriktig extremism lätt kan misstolkas som parodi. Lagen kan också utnyttjas för den som vill sprida extremism att försvara sig, genom att om någon kritiserar uttalandet som alltför extremistiskt hävda att det bara var en parodi.
Lagen formulerades första gången i en debatt om kreationism på Internetforumet Christianforums.com i augusti 2005.